# Sincrofasor

Utilizando un PMU, es sencillo de detectar una forma anormal de ondas. A una forma de onda descrita matemáticamente se le conoce como fasor.

Un Sincrofasor (PMU) es un dispositivo que mide las ondas eléctricas en una Red eléctrica. Un sincrofasor utiliza una referencia de tiempo común para sincronizar medidas múltiples de puntos remotos en la red eléctrica. La medida resultante también se le llama sincrofasor . El dispositivo sincrofasor está considerado como uno de lo más importantes dispositivos en el futuro de sistemas de energía eléctrica. Un sincrofasor puede ser un dispositivo dedicado, o la función del sincrofasor puede ser incorporada a un relé protector u otro dispositivo.

## Aplicaciones
1. Automatización de sistemas de energía eléctrica, como la Red eléctrica inteligente.
2. Controlar la carga eléctrica.
3. Aumentar la fiabilidad de la red eléctrica al detectar con antelación fallas eléctricas y la prevención de cortes de energía.
4. Aumentar la calidad de suministro eléctrico.